# Fietssnelweg F72
De F72 tussen Hasselt en Maastricht is een fietssnelweg die de provinciehoofdsteden van Belgisch en Nederlands Limburg met elkaar verbindt. De totale afstand bedraagt ongeveer 33 km. Ze vormt samen met de F5 de Albertkanaalroute.
De fietssnelweg volgt in grote lijnen jaagpaden langs het Albertkanaal, behalve rond de industriezone van Genk-Zuid. De fietssnelweg is grotendeels afgewerkt en befietsbaar. In 2024 wordt ter hoogte van de Kanaalweg in Diepenbeek nog een vrijliggend dubbelrichtingfietspad aangelegd. Sinds de opening van fietstunnel Havenlaan is er aan de zuidzijde van het Albertkanaal een doorlopende autovrije fietsweg tussen De Langeman en het industrieterrein Genk-Zuid.

## Traject

### De Langeman
In december 2021 opende bij de sluis bij Hasselt een fietsbrug van 200 meter en 6 meter breed. De brug is genoemd naar de bekende Hasseltse reus. Ter hoogte van de fietsbrug maakt de F72 de overgang van de noordkant van het kanaal (richting Hasselt) naar de zuidkant (richting Maastricht).
Dichtbij De Langeman ligt evenementencomplex Park H. Hierin bevinden zich onder meer een concertzaal, binnenspeeltuin, trampolinepark en VR-speelhal. Ook het Kapermolenpark en de Japanse Tuin liggen niet ver van de brug.

### Fietstunnel Havenlaan
In juni 2024 opende ter hoogte van de sluis bij Diepenbeek een fietstunnel onder de Havenlaan. De tunnel is 28 meter lang en heeft vleermuisvriendelijke verlichting. In het verlengde van de tunnel is 700 meter fietspad aangelegd om aan te sluiten op de hoger gelegen kant van het jaagpad. Via dit jaagpad richting Havenlaan is natuurgebied De Maten vlot toegankelijk voor fietsers. Op een paar kilometer van de fietstunnel ligt Domein Bokrijk.